# Horace Spencer
Horace Gilbert Spencer III (Filadelfia, 31 gennaio 1997) è un cestista statunitense.

## Palmarès
- Türkiye Basketbol Ligi: 1

Çağdaş Bodrumspor: 2022-23